# Arnulf Meffle
Arnulf Meffle (* 1. Dezember 1957 in Langhurst) ist ein ehemaliger deutscher  Handball-Nationalspieler. Der 1,84 m große Rechtsaußen absolvierte von 1977 bis 1984 insgesamt 71 Länderspiele, in denen er 117 Tore erzielte. In der Bundesliga erzielte er 641 Treffer in 270 Bundesligaspielen für den TuS Hofweier und ist damit der Rekordspieler und zweitbeste Torschütze dieses Vereins in der eingleisigen Bundesliga.

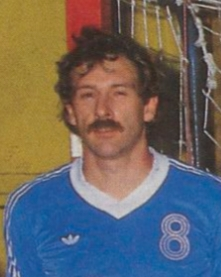
Arnulf Meffle im Trikot von Racing Club Straßburg im Jahr 1988.

## Karriere
Seine Karriere begann beim TuS Schutterwald, bei dem er 1972 Jugendnationalspieler wurde. Mit dem TuS Hofweier wurde Meffle 1979 Deutscher Vizemeister. 1987 wechselte er als zweiter deutscher Auslandsprofi nach Erhard Wunderlich zum Racing Club Straßburg (1. Liga Frankreich), kehrte aber für die Saison 1988/89 zum TuS Hofweier zurück. Mit dem Abstieg und der anschließenden Auflösung des TuS Hofweier nach Saisonende 1989 endete Meffles Bundesligalaufbahn.
Arnulf Meffle gehörte zur deutschen Weltmeistermannschaft von 1978. In den folgenden Jahren spielte er jedoch nur noch sporadisch in der Nationalmannschaft. Von seinen 71 Länderspielen absolvierte er 30 Spiele im Jahr 1984, in dem er mit der deutschen Nationalmannschaft auch die Silbermedaille bei den Olympischen Spielen in Los Angeles gewann.

## Trainertätigkeit
Mehrere Jahre trainierte er die in der Regionalliga spielende Frauenmannschaft der TS Ottersweier. Seit 2008 ist Arnulf Meffle A-Jugend-Trainer des TuS Schutterwald.

## Privates
Arnulf Meffle ist Mitglied im Förderkreis des südbadischen Handballs e. V. und bei emadeus. Seine Tochter Teresa spielt als Handballtorwart bei der TS Ottersweier. Arnulf Meffle wohnt in Neuried in der Ortenau und arbeitet als Lehrer.
Im Jahr 2012 erkrankte Meffle an Leukämie.

## Titel und Auszeichnungen
- Weltmeister 1978
- Silbermedaille bei den Olympischen Spielen 1984
- Silbernes Lorbeerblatt
- 1985 Berufung in die Weltauswahl
- Wahl in die Mannschaft des Jahrhunderts
- Mannschaft des Jahres 1978